# Jerzy Ginalski (profesor)
Jerzy Marian Ginalski (ur. 10 grudnia 1932 w Warszawie, zm. 8 lutego 2019 w Krakowie) – polski profesor sztuki plastycznej.

## Życiorys
Jerzy Marian Ginalski urodził się 10 grudnia 1932 w Warszawie. Ukończył studia Wydziale Metalurgicznym Akademii Górniczo Hutniczej. Następnie kształcił się na Studium Podyplomowym Projektowania Form Przemysłowych na Wydziale Architektury Politechniki Krakowskiej. W 1974 otrzymał stopień doktora nauk technicznych, po czym został pracownikiem naukowym na Wydziale Form Przemysłowych Akademii Sztuk Pięknych im. Jana Matejki w Krakowie. Szefował tam Pracowni Rozwoju Nowego Produktu, od 1978 do 1981 był prodziekanem. W 1992 otrzymał tytuł profesora sztuki plastycznej. Wykładał też na Politechnice Krakowskiej, na Akademii Sztuk Pięknych w Łodzi i w tamtejszej Wyższej Szkole Sztuki i Projektowania, w Instytucie Wzornictwa Przemysłowego Sp. z o.o.. 
Specjalizował się w projektowaniu form przemysłowych, wzornictwie, wzornictwie przemysłowym, zarządzaniu rozwojem nowego produktu. Był projektantem, pedagogiem, organizatorem kształcenia projektantów wzornictwa, autorem programów badawczych. Współautor podręcznika Rozwój nowego produktu. Członek m.in. Komitetu Ergonomii PAN, Komisji Badań na Rzecz Rozwoju Gospodarki przy Radzie Nauki MNiSW oraz międzynarodowych i krajowych organizacji.
Zmarł 8 lutego 2019 w Krakowie. Został pochowany na cmentarzu Rakowickim w Krakowie.

## Odznaczenia
- Krzyż Kawalerski Orderu Odrodzenia Polski[3]
- Złoty Krzyż Zasługi[3]
- Medal Komisji Edukacji Narodowej[3]
- Srebrny Medal „Zasłużony Kulturze Gloria Artis” (2008, w dziedzinie sztuki wizualne / plastyczne)[5][3]